# Mise en abyme

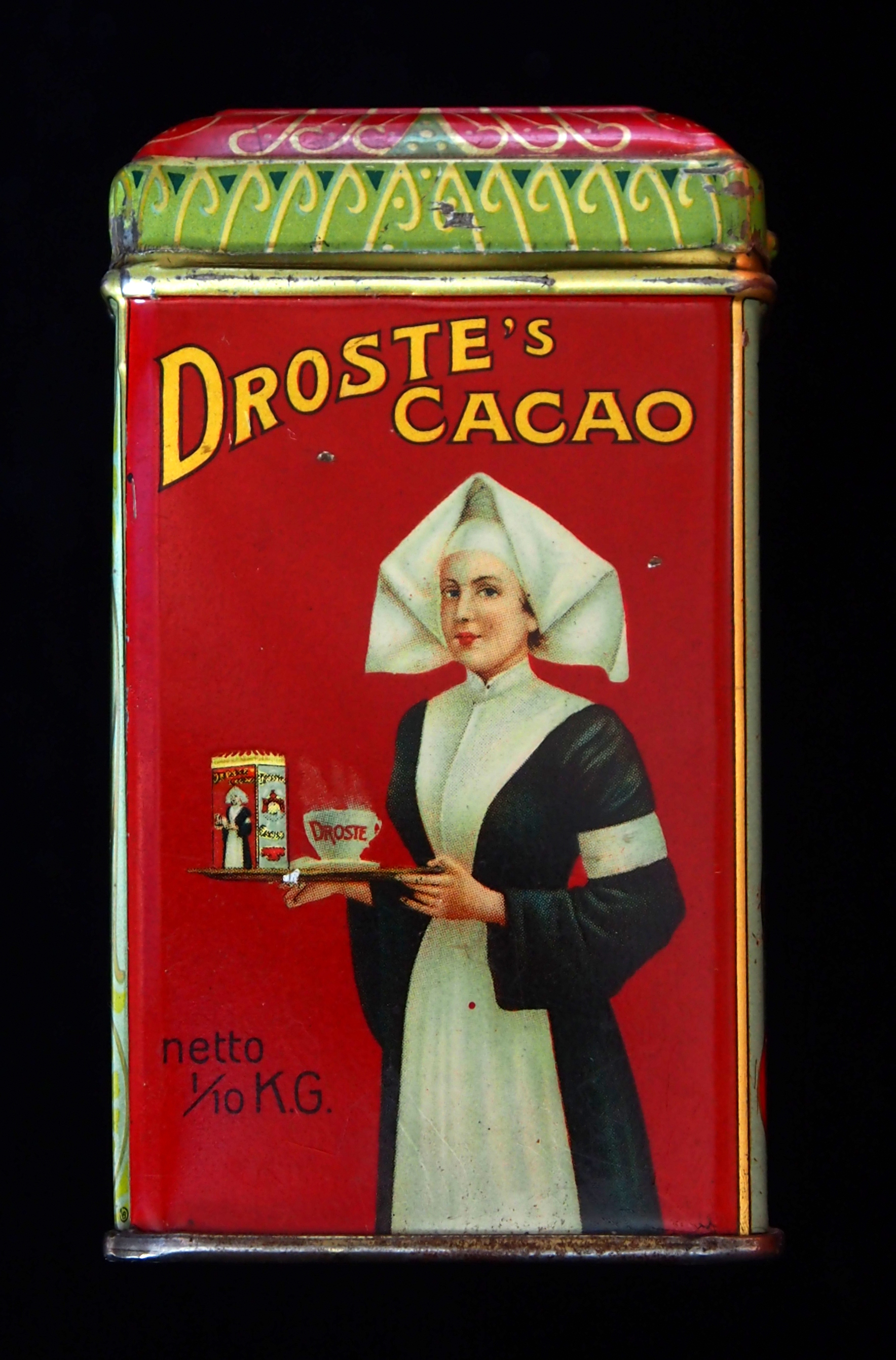
Exemplo de mise en abyme (a imagem dentro da imagem). Ilustração da lata de cacau Droste, por Jan (Johannes) Musset, c. 1900.

Mise en abyme (ou efeito Droste, en referência à embalagem de cacau em pó Droste) é um termo francês que costuma ser traduzido como "narrativa em abismo", usado pela primeira vez por André Gide ao falar sobre as narrativas que contêm outras narrativas dentro de si. Mise en abyme pode aparecer na pintura, no cinema e na literatura. 
Na pintura, um exemplo seriam os quadros que possuem dentro de si uma cópia menor do próprio quadro. No cinema, quando as personagens acordam de um sonho quando ainda estão sonhando, estão vivendo a mise en abyme. Na literatura, a mise en abyme aparece quando as narrativas aparecerem encaixadas – o livro As mil e uma noites é o melhor exemplo. Shakespeare e Edgar Allan Poe fizeram uso desse recurso.